# Scandia mutabilis
Scandia mutabilis is een hydroïdpoliep uit de familie Hebellidae. De poliep komt uit het geslacht Scandia. Scandia mutabilis werd in 1907 voor het eerst wetenschappelijk beschreven door Ritchie. 